# Stemma di Roma
(Bernardino Corio, Le Vite degl'Imperatori Incominciando da Giulio Cesare fino à Federico Barbarossa, …)
Lo stemma della città di Roma è costituito da uno scudo gotico di color porpora su cui è presente in alto a sinistra (destra araldica) una croce greca seguita dall'acronimo S.P.Q.R. posto in diagonale a scalare, entrambi gli elementi sono di color oro, lo scudo è timbrato da una corona di otto fioroni d'oro, cinque dei quali visibili.

## Storia

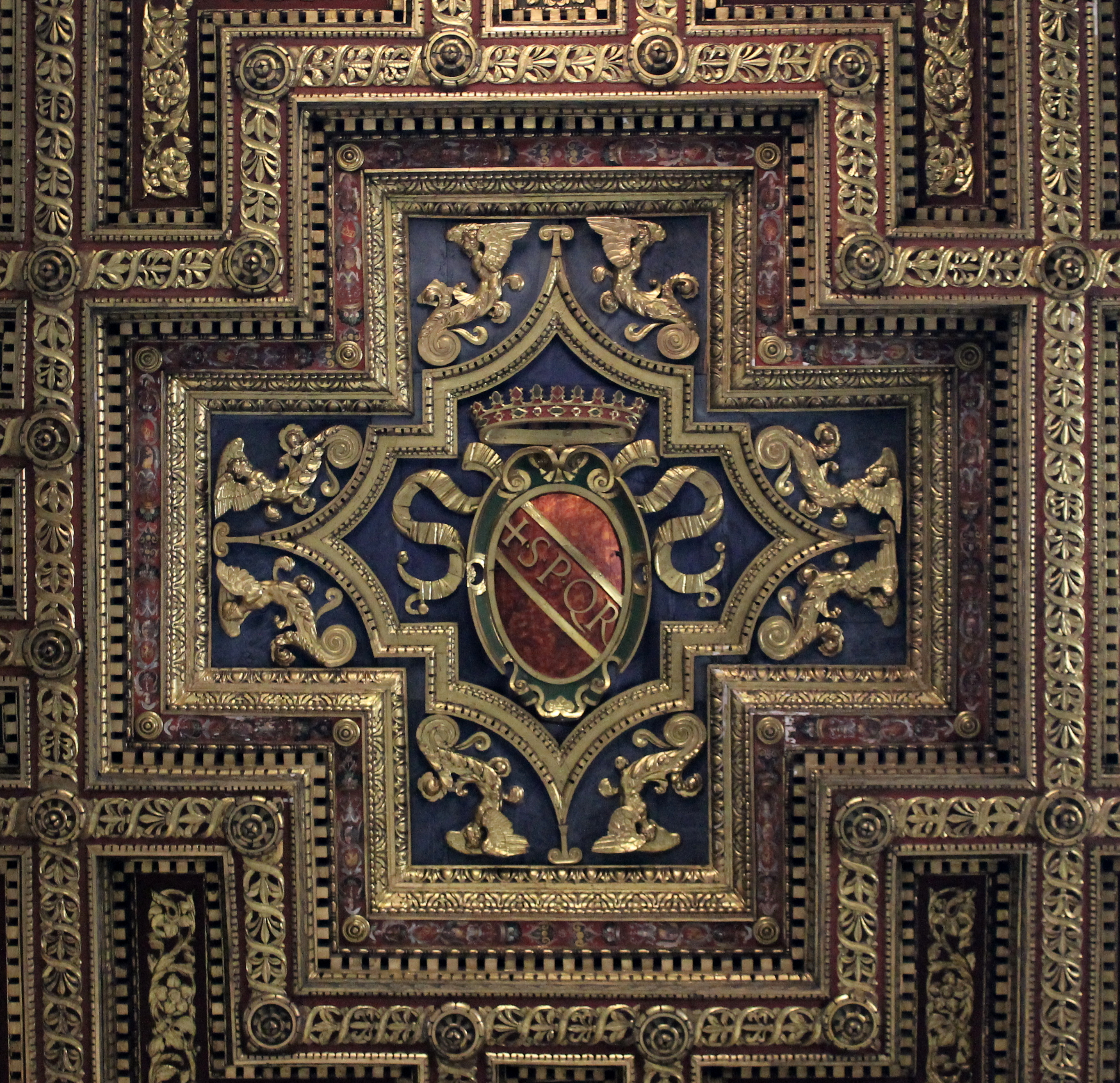
Lo stemma di Roma che appare sul tetto di Santa Maria in Aracoeli dove sono evidenti le cotisse d'oro.

Vista la peculiarità del governo della città di Roma dal medioevo fino all’unità d’Italia (una monarchia non ereditaria né collegata ad un'unica famiglia), l’araldica cittadina romana ha molto spesso lasciato spazio agli stemmi del pontefici in carica, soprattutto su opere pubbliche e documenti ufficiali. Nonostante questo, quando necessario, la città si è dotata di un suo scudo particolare. Le testimonianze più antiche dell'uso dello stemma risalgono al XIII secolo, successivamente nel 1500 furono introdotte delle modifiche quali lo scudo di forma appuntita; lo stemma era anche presente nel fiorino d'oro del XIV secolo, emesso dal Senato romano e circolante all'epoca nella città. Due atti del 1718 e del 1743 dimostrano come i cittadini nobili della città godevano dell'antico privilegio di porre lo stemma civico sulle facciate dei loro palazzi. In alcuni casi, in passato, l’acronimo d’oro sullo stemma appariva non a scalare ma in banda, all'interno di due cotisse in banda e d’oro anch'esse.

Stemma di Roma durante l'era fascista, esso non appariva con il Capo dell'Littorio, ma con un fascio littorio in cuore.Lo stemma di Roma su un tombino come appariva durante il fascismo

Con l'annessione della città al primo Impero francese Napoleone Bonaparte creò un nuovo stemma che sotto un Capo da bonne ville riportava la «lupa con i due gemelli posti su un banda di nero» il tutto al naturale. Da notare che, anche dopo il periodo napoleonico, la lupa capitolina viene sporadicamente ancora usata in alcuni casi per rappresentare Roma (come nei mosaici della Galleria Vittorio Emanuele II di Milano) 

Ricostruzione dello stemma napoleonico, è presente la Lupa capitolina che allatta i gemelli Romolo e Remo

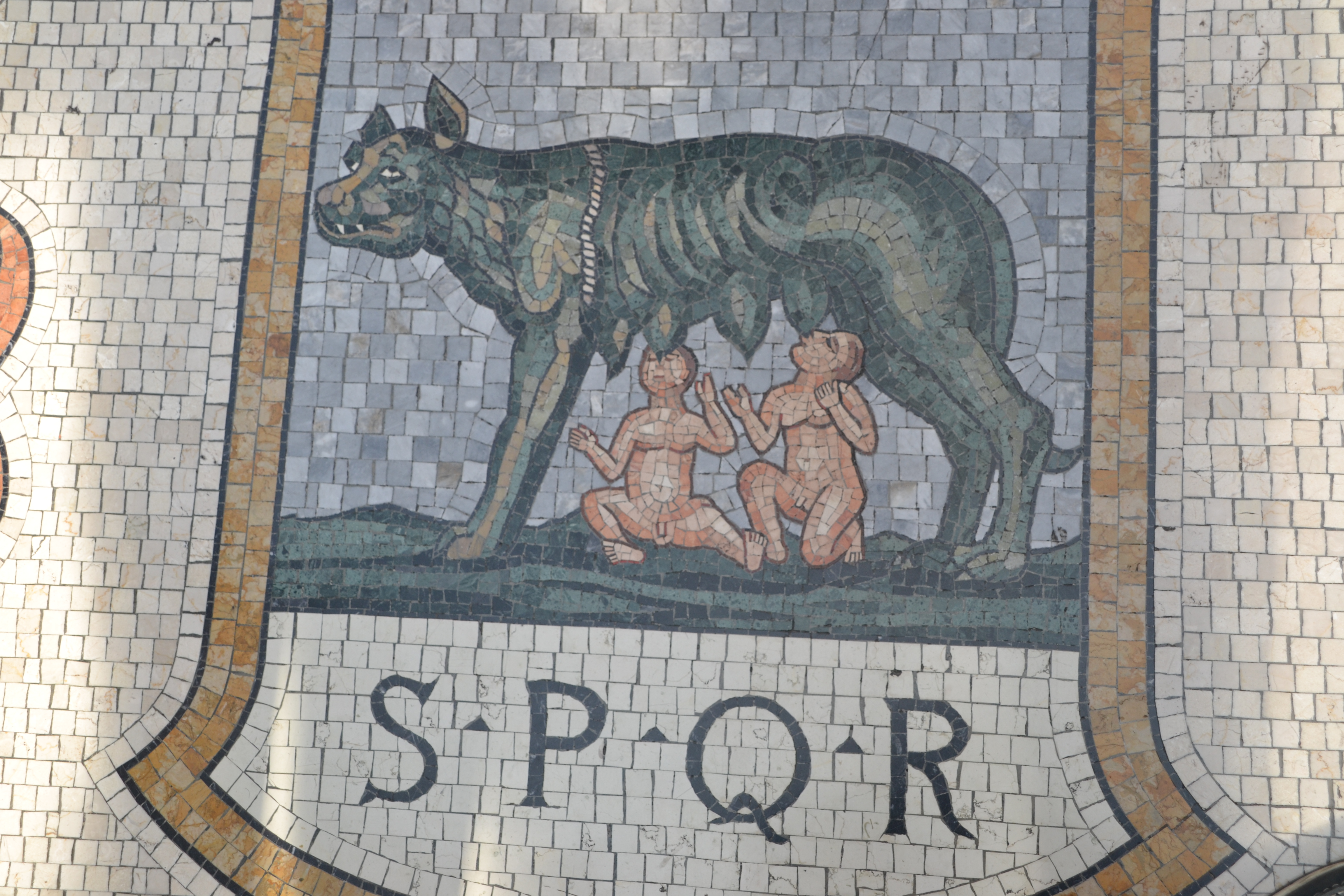
Lo stemma di Roma come appare nella Galleria Vittorio Emanuele II di Milano

Lo stemma attuale fu adottato ufficialmente dal comune di Roma nel 1884 sotto l'amministrazione del sindaco Leopoldo Torlonia. La scelta dei colori è dovuta al fatto che essi sono i colori dell'Impero romano e della Chiesa cattolica; secondo una leggenda essi invece sarebbero dovuti ad uno scudo di bronzo arrossato (l'ancile) caduto dal cielo durante una processione tenuta per impetrare l'aiuto divino contro una pestilenza che affliggeva la città, subito dopo l'epidemia cessò, tutto ciò avveniva durante il regno di Numa Pompilio. La ninfa Egeria aveva rivelato che chi avesse posseduto questo scudo sarebbe diventato molto potente, perciò Numa incaricò il fabbro Mamurio Veturio (della gens Veturia), di forgiare altri undici scudi identici all'ancile, così che fosse impossibile ai nemici di Roma sottrarre quello autentico, così come era avvenuto per il Palladio di Troia ad opera di Ulisse. L'ancile divenne così uno dei sette pegni del comando (pignora imperii) di Roma; la custodia degli undici scudi era affidata ai Salii. La croce invece rappresenta la civiltà cristiana di cui Roma è stata uno dei maggiori centri di diffusione. Secondo un'antica interpretazione, la sigla così cristianizzata si può sciogliere in: Crux, Salva Populum Quem Redimisti (O croce, salva il popolo che hai redento). Il motto S.P.Q.R. richiama le componenti nobiliare e popolare dalla cui collaborazione nacquero le istituzioni repubblicane e la grandezza di Roma antica.
Al fine di recepire le direttive del R.D.L. 12 ottobre 1933, n. 1440 - Istituzione del capo del littorio, lo stemma di Roma viene caricato del Capo del Littorio (anche se, il più delle volte, viene solo inserito un fascio in punta) fino al 1944 per poi ritornare alla consueta forma.
Sul Libro del conocimiento di un anonimo castigliano del XIV secolo, lo stemma di Roma (in forma di stendardo) è curiosamente mostrato come avente una fascia gialla sulla quale sono disegnate le lettere in nero che, apparentemente, sembrano Spqb.

## Bandiera
La bandiera della città di Roma è uno stendardo bicolore, suddiviso in due strisce verticali di uguali dimensioni: rosso-porpora a sinistra, e giallo ocra a destra; colori di antica origine bizantina. Fu introdotta probabilmente nel 1870, anno dell'annessione all'Italia della città con la presa di Roma.

### Disegno
La bandiera è presente in versioni ufficiali con o senza stemma, caricato nel centro della bandiera talora presente. Questo stemma presente sulla bandiera è dotato dalla seguente blasonatura: 
lo stemma è inoltre sormontato da una corona a cinque fioroni. Il disegno dello stemma attualmente in uso fu adottato nel 2004 e quest'ultima versione è l'unica ufficiale per tutti gli usi. La bandiera ufficiale ha proporzioni medesime a quelle della bandiera italiana e quelle della bandiera europea, ovvero l'altezza del drappo corrisponde ai 2/3 della lunghezza.

Bandiera civica in uso
Variante della bandiera caricata con lo stemma, dal 2004
La bandiera con asta

### Colori
Le tonalità dei colori del vessillo sono definite nel manuale d'identità visiva pubblicato dal comune di Roma nel 2012
| Schema  | Rosso Roma  | Giallo Roma |
| ------- | ----------- | ----------- |
| Pantone | 202 C       | 130 C       |
| CMYK    | 0 100 61 43 | 0 30 100 0  |
| RGB     | 142 0 28    | 255 179 0   |

### Storia
Lo stendardo tradizionale di Roma oggi non più in uso, è costituito da un vessillo armeggiato in campo intero: è cioè la trasposizione in forma di bandiera del contenuto dello stemma.

Fino al 2004, sulla bandiera nella variante con lo stemma era presente uno stemma in stile barocco, con cornice a cartoccio e corona a fioroni, di forma piuttosto variabile. Era esposta di solito sul Palazzo Senatorio, sede di rappresentanza del comune di Roma in piazza del Campidoglio. Nel 2004 il disegno dello stemma ha subito alcuni ritocchi e quest'ultima versione è l'unica ufficiale per tutti gli usi. Lo stemma con cartoccio dorato è tuttora presente sul gonfalone.

Stendardo tradizionale, oggi non più in uso
Variante della bandiera caricata con lo stemma, 1884-2004

### Gonfalone
Il gonfalone della città di Roma è formato da un drappo di colore amaranto caricato dallo stemma comunale, nella sua forma aulica; ovvero contornato da un complesso cartoccio d'oro in stile barocco. lo stemma è sormontato da una corona ducale a cinque fioroni.
Questo stendardo, a differenza della stragrande maggioranza dei gonfaloni civici italiani, non è un drappo esposto verticalmente ma bensì ha caratteristiche più simili a quelli di una comune bandiera. L'asta del gonfalone è sormontata da un'aquila romana, una corona civica, il motto cittadino SPQR e da un nastro tricolore annodato al di sotto del puntale.

Il vessillo, tuttora ufficialmente in uso, non è stato ancora approvato da un decreto di concessione o riconoscimento. 

Gonfalone civico in uso
Illustrazione completa del gonfalone civico
Come dovrebbe essere il gonfalone in foggia normale

## Altri simboli

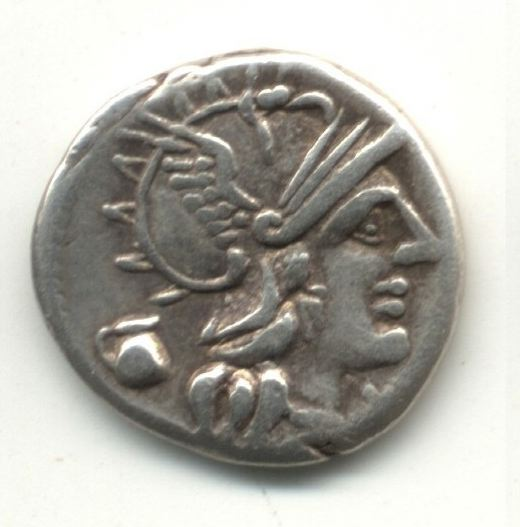
Denario romano con l'immagine della dea Roma.

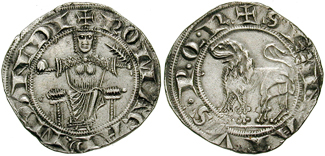
Grosso emesso dal senato romano, XIII secolo, presenta la città sul trono e il leone simbolo di Roma nel medioevo

In ragione della sua storia millenaria a Roma sono associati diversi simboli:
- La Lupa capitolina, è il simbolo del comune di Roma, legato alla tradizione e alla mitologia romana, secondo le quali il fondatore di Roma, Romolo, sarebbe stato allattato, insieme al gemello Remo proprio da questo animale. È in numerosissime statue e immagini raffigurata mentre allatta i due gemelli.
- L'Aquila, nel periodo antico, rappresentava il simbolo del potere di Roma, dell'imperatore e dell'impero. Icona di Giove, padre di tutti gli dei, e dell'esercito, essa identificava la supremazia dell'Imperatore romano in quanto capo dell'esercito e Pontifex Maximus (Pontefice massimo).
- Il Colosseo, antico anfiteatro romano costruito dagli imperatori della dinastia Flavia, è sicuramente uno dei più importanti e dei più noti; ovunque nel mondo viene immediatamente collegato alla città e alla sua storia plurimillenaria.
- Sono legati alla simbologia romana anche numerosi simboli della cristianità, prima fra tutti la Basilica di San Pietro in Vaticano seppur teoricamente parte della Città del Vaticano.
- È conosciuto il famoso acronimo S.P.Q.R. che richiama l'età antica e l'unità tra il Senato e la popolazione (il significato è, infatti, "Il Senato Ed il Popolo Romano"). Quest'acronimo è presente anche nell'attuale stemma della città.

Prima degli odierni simboli araldici esistevano le seguenti raffigurazioni:
- A rappresentare l'Urbe c'era la dea Roma, una donna bellissima che troviamo scolpita, tra l'altro, sul Vittoriano. Nel medioevo sulle monete e sul gonfalone la città era personifica assisa in trono quale regina del mondo (Roma caput mundi); il leone veniva usato, sempre in epoca medievale e sulle monete, quale simbolo del popolo romano.[12]

Oltre alla città anche i rioni avevano già in epoca medioevale ciascuno il proprio stemma. Con una deliberazione comunale del 1921 fu istituito anche il rione moderno chiamato Prati – il più recente ad essere istituito ed uno dei tre, insieme al rione Borgo e al rione Trastevere, a trovarsi al di fuori delle mura aureliane – al quale fu concesso uno stemma creato per l'occasione.